# Plesiops nakaharae
Plesiops nakaharae es una especie de peces de la familia Plesiopidae en el orden de los Perciformes.

## Morfología
• Los machos pueden llegar alcanzar los 14 cm de longitud total.

## Distribución geográfica
Se encuentra en Taiwán y en la costa oriental del Japón central (desde las Islas Izu hasta Kochi ).